# Syllepte stumpffalis
Syllepte stumpffalis is een vlinder uit de familie van de grasmotten (Crambidae). De wetenschappelijke naam van deze soort is voor het eerst voorgesteld door Pierre Viette in een publicatie uit 1960.
De soort komt voor in Madagaskar.